# Tissu adipeux brun

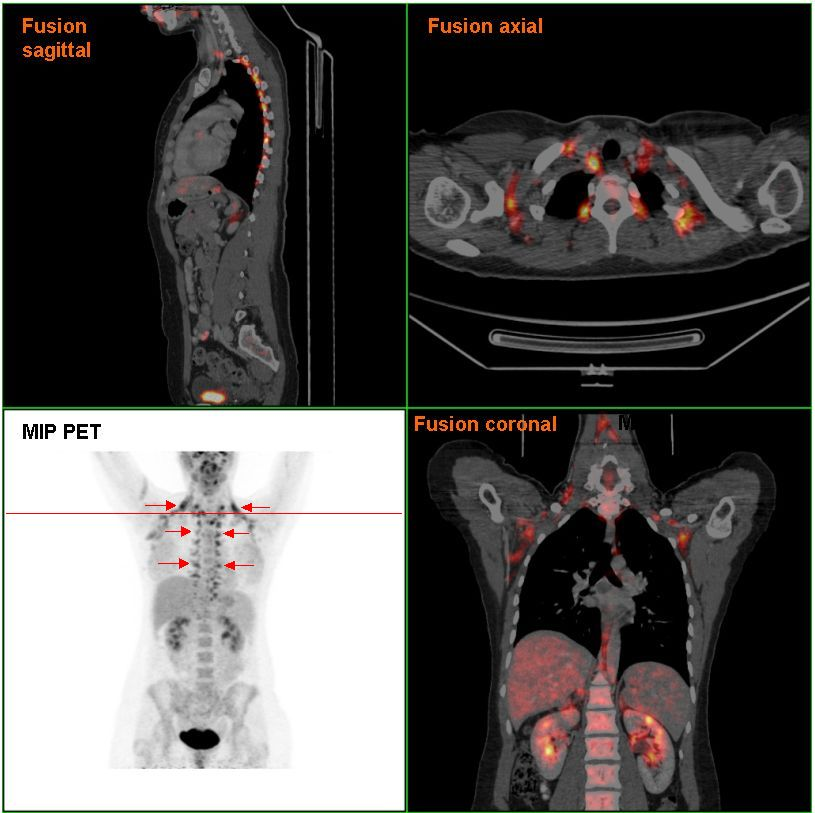
Tissu adipeux brun chez une femme (tomographie par émission de positons.)

Le tissu adipeux brun ou graisse brune est l'un des types de tissu adipeux (les autres étant le tissu adipeux blanc et la moelle hématopoïétique; et le tissu adipeux beige ou brite,,,, pour brown in white) présent chez les mammifères.
Il est particulièrement abondant chez les mammifères hibernants, marins, des régions polaires et chez les nouveau-nés, mais est présent également chez l'adulte. Sa principale fonction est d'assurer, grâce à la lipolyse de ses adipocytes, la thermogenèse chez les animaux qui hibernent et les nouveau-nés qui ne sont pas encore capables de frissonner. Contrairement aux adipocytes blancs qui contiennent une gouttelette lipidique unique, les adipocytes bruns contiennent de nombreuses gouttelettes plus petites et un nombre beaucoup plus élevé de mitochondries qui contiennent du fer, donnant au tissu sa couleur brune. La graisse brune contient aussi plus de capillaires que la graisse blanche car elle a un besoin d'oxygène plus important que la plupart des tissus.
D'après des résultats préliminaires, il pourrait avoir une efficacité anticancer équivalente à la plupart des traitements conventionnels,,,,.

## Biochimie
À côté du rôle majeur qu'est la production d'ATP, le gradient de protons de part et d'autre de la membrane interne mitochondriale joue aussi d'autres rôles. 
Au niveau de la graisse brune on trouve beaucoup de mitochondries, qui possèdent une protéine que l'on appelle thermogénine (UCP-1 pour UnCoupling Protein). C'est un canal ionique qui permet la dissipation du gradient de protons sans production d'ATP. L'énergie dissipée est alors convertie en chaleur par oxydation mitochondriale des acides gras. Cette oxydation entraîne une consommation élevée d'oxygène et fait intervenir les cytochromes oxydases (complexe IV de la chaine de transport des électrons, abondants et responsables de la couleur brune). La chaleur est alors transmise au sang, les tissus adipeux bruns multiloculaires ayant une riche vascularisation. 
On parle d'effet découplant ou de découplage de la phosphorylation oxydative, car le transport des électrons et la création d'un gradient de protons sont découplés de la synthèse d'ATP. Les enzymes de phosphorylation, notamment les ATP synthase sont en effet absentes de ce processus.
L'action du tissu brun adipeux pourrait faciliter l'élimination des triglycérides. Sur un modèle de souris, une diminution de la graisse brune faciliterait la formation de l'obésité, d'un diabète de type 2 et d'une dyslipidémie. Au contraire, une activité plus grande de ce tissu réduit la résistance à l'insuline et permet d'obtenir une baisse du poids. L'obésité entraîne, a contrario, une « blanchification » de la graisse brune, avec perte des mitochondries, raréfaction de la vascularisation et diminution du nombre de vacuoles.

## Fonction chez les enfants
Le tissu adipeux brun multiloculaire correspond à la première formation de graisse chez le fœtus.
On retrouve beaucoup de graisse brune chez le nouveau-né, qui n'est pas capable de frissonner car son système nerveux n'est pas suffisamment développé. Or les adipocytes bruns qui constituent le tissu brun réalisent une thermogenèse à partir des acides gras disponibles. Cela permet la régulation thermique néo-natale chez le nouveau-né qui passe d'un environnement à 37 °C (le ventre de la mère) à un environnement de température moyenne de 25 °C.

## Caractéristiques histologiques

Coupe histologique de T.A. brun au microscope électronique à transmission.

Les adipocytes bruns multiloculaires sont moins nombreux chez l'adulte que les adipocytes blancs uniloculaires. Contrairement à ces derniers qui ont un noyau repoussé à une extrémité de la cellule par la vacuole lipidique unique contenant du triacylglycérol, les adipocytes multiloculaires possèdent un noyau central.
Les vacuoles sont de taille variable. On dénote beaucoup de mitochondries ainsi qu'une riche vascularisation. La couleur brune quant à elle s'explique par la présence de fer au niveau de la matrice des mitochondries.
Le tissu adipeux brun possède une morphologie pseudoglandulaire. L'innervation est assurée par le système nerveux sympathique adrénergique.
Chez l'adulte, la nécessité de ces adipocytes est discutable car ils ne sont plus indispensables après le 28e jour postnatal, même si la présence résiduelle de tissus adipeux est possible chez le nourrisson . Le tissu adipeux brun peut être retrouvé chez l'adulte, de manière plus importante chez la femme. Il tend à disparaître avec l'âge mais essentiellement chez l'homme, spécialement chez les sujets obèses. La graisse brune peut parfois se développer chez l'adulte sur un mode tumoral bénin constituant alors un hibernome. Ce type de graisse peut être détecté grâce à la tomographie par émission de positons utilisant le fluorodésoxyglucose comme traceur.

### Sources
- (en) Cet article est partiellement ou en totalité issu de l’article de Wikipédia en anglais intitulé « Brown adipose tissue » (voir la liste des auteurs).